# 程正坤
程正坤（?—?），四川垫江人，清朝政治人物。贡生出身。
乾隆42年（1777年），擔任清朝遵义府婺川縣知縣。后由雷平接任。